# Монфлоріте-Ласкасас
Монфлоріте-Ласкасас (ісп. Monflorite-Lascasas, араг. Monflorite-As Casas) — муніципалітет в Іспанії, у складі автономної спільноти Арагон, у провінції Уеска. Населення — 296 осіб (2009).
Муніципалітет розташований на відстані близько 340 км на північний схід від Мадрида, 6 км на південний схід від Уески.
На території муніципалітету розташовані такі населені пункти: (дані про населення за 2009 рік)
- Кастільйо-Помп'єн: 4 особи
- Ласкасас: 34 особи
- Монфлоріте: 246 осіб
- Помпенільйо: 28 осіб

## Демографія
Динаміка населення (INE ):

## Галерея зображень

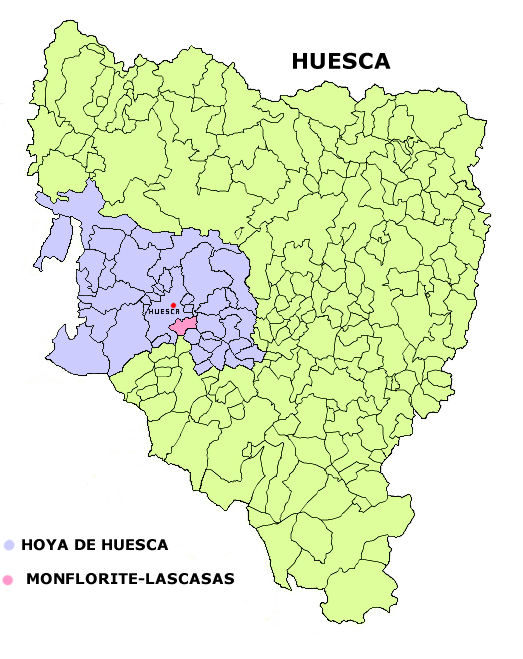
Розташування муніципалітету